# 拓跋乞梅
拓跋乞梅，唐代党项羌拓跋部首领。唐朝的羁縻思乐州（今陕西省定边县冯地坑镇）刺史。
唐代宗时期，因党项常与吐蕃联合骚扰，朝廷采纳郭子仪之议，将散居灵州、盐州、庆州等地的党项拓跋部落迁往银州以北、夏州以东。代宗于是召党项大首領左羽林大將軍拓跋朝光、破醜、野利、把利三部及思樂州刺史拓跋乞梅等等五刺史入朝，代宗厚赐之后，让他们回去安抚其部。以拓跋乞梅为首的党项拓跋部居庆州一带，位于陇山（六盘山）以东，故称其所部为东山部。拓跋朝光所部居银州、夏州，號称平夏部。/